# Pizza al tegamino
La pizza al padellino o al tegamino es una preparación culinaria típica de Turín, en el norte de Italia. Este tipo de pizza se caracteriza por la doble levadura de la masa y por cocinarse en el horno dentro de un sartén (padella) u olla pequeña de baja altura (tegame, de ahí su nombre) de aluminio o hierro, la cual se engrasa con una fina capa de aceite de oliva para que la pizza no se adhiera.
A pesar de algunos debates sobre el nombre más «correcto» para designar este plato, los calificativos al tegamino o al pan se utilizan indistintamente tanto en los carteles y menús de las pizzerías de Turín como en el lenguaje común. La pizza tradicional napolitana, cocinada en el horno sin el uso de la sartén, se llama localmente pizza al brick.